# Гонзага, Луиджи
Лудовико I Гонзага, более известный как Луиджи (итал. Ludovico I Gonzaga, 1268 — 18 января 1360) — народный капитан Мантуи и имперский викарий Священной Римской империи. Его отцом был Гвидо (ум. 1318), а дедом — Антонио (ум. 1283).
Луиджи с помощью Кан Гранде I делла Скала, предоставившего пехоту и кавалерию, смог в августе 1328 года вытеснить Ринальдо Бонакольси, и сделал себя капитан-генералом с правом назначения преемника. В 1329 году он стал имперским викарием от имени Людвига Баварского.
В последующие десятилетия Гонзага много сделал для обогащения города, и такие события, как война между Венецией и Миланом, или почти вечная война между Венецией и Турцией, значительно облегчили это — Мантуанская область стала своего рода житницей северной Италии.

## Семья
Лудовико был женат три раза.
От первой жены, Ришильды Рамберти (ум. 1318) у него было семь детей:
- Филиппино, имперский викарий Реджо
- Гвидо, занявший пост народного капитана и продолживший династию
- Фельтрино, основатель линии Новеллары и Баньоло-ин-Плане
- Аццо, Альберто и Маргерито, умершие молодыми
- Томаззина, которая после замужества за Гильомом стала графиней Кастельбарко

От второй жены, Катерины Малатеста, дочери Пандольфо Малатеста (сеньора Римини), у него было семь детей:
- Конрад, основатель линии Палаццоло
- Федериго, умер молодым
- Джованни, у которого было два сына, но далее эта линия прервалась
- Марио, Джакомо и Маттео, умершие молодыми
- Лючия, вышедшая замуж за Аццо (сеньора Корреджо)

В третьем браке (с 1340 года), с Новелой Маласпиной (дочь маркиза Спинетта), детей не было.
Луиджи умер в 1360 году в возрасте 92 лет, что для той эпохи было сенсацией.